# カヴリ財団
カヴリ財団（カヴリざいだん、The Kavli Foundation）は、アメリカ合衆国カリフォルニア州ロサンゼルスに本部を置く、科学の進歩と公衆の理解の向上を支援し、科学者とその研究に対する援助を行う財団である。
カヴリ財団は、2000年12月にノルウェー出身の企業家であるフレッド・カヴリにより創設された財団で、アメリカ合衆国、ヨーロッパ、アジアの大学で研究機関の設立に積極的に関わっている。
今日まで、カヴリ財団は16の主要大学のキャンパスに「カヴリ研究所」(Kavli Institute)を設立するための助成金を交付した。それに加えて、カリフォルニア大学サンタバーバラ校に2つ、カリフォルニア大学ロサンゼルス校、カリフォルニア大学アーバイン校、コロンビア大学、コーネル大学、カリフォルニア工科大学に各1つの「カヴリ教授職」(Kavli professorship)が設置された。

## カヴリ賞
カヴリ賞は、天体物理学、ナノサイエンス、神経科学の3つの研究分野において著しく発展性のある研究を行った科学者を表彰する賞である。受賞者には賞状、メダル、賞金100万ドルが授与され、2008年から2年ごとに実施されている。カヴリ賞は、ノルウェー科学文学アカデミー、ノルウェー教育研究省、ノルウェー外務省と共同で授与される（ノルウェーはカヴリの出身国である）。
受賞者は、中国科学院、フランス科学アカデミー、マックス・プランク協会、米国科学アカデミー、王立協会が推薦した科学者で構成される3つの選考委員会によって選考される。選考委員会が推薦した受賞者は、ノルウェー科学文学アカデミーによって承認される。

## カヴリ研究所

### 天体物理学
- カヴリ素粒子宇宙論研究所（英語版） Kavli Institute for Particle Astrophysics and Cosmology （スタンフォード大学）[2]
- Kavli Institute for Cosmological Physics（シカゴ大学）
- Kavli Institute for Astrophysics and Space Research（マサチューセッツ工科大学）
- Kavli Institute for Astronomy and Astrophysics（北京大学）
- カヴリ宇宙論研究所（英語版） Kavli Institute for Cosmology（ケンブリッジ大学）[3]
- カブリ数物連携宇宙研究機構 Kavli Institute for the Physics and Mathematics of the Universe（東京大学）

### ナノサイエンス
- Kavli Institute for Nanoscale Science（コーネル大学）[4]
- カヴリナノサイエンス研究所（英語版） Kavli Institute of Nanoscience（デルフト工科大学）
- Kavli Nanoscience Institute（カリフォルニア工科大学）
- Kavli Institute for Bionano Science and Technology（ハーバード大学）

### 神経科学
- Kavli Institute for Brain Science（コロンビア大学）
- Kavli Institute for Brain & Mind（カリフォルニア大学サンディエゴ校）
- Kavli Institute for Neuroscience（イェール大学）
- システム神経科学研究所（英語版） Institute for Systems Neuroscience（ノルウェー科学技術大学）[5]
- Kavli Neuroscience Discovery Institute（ジョンズ・ホプキンズ大学）
- Kavli Neural Systems Institute（ロックフェラー大学）
- Kavli Institute for Fundamental Neuroscience（カリフォルニア大学サンフランシスコ校）

### 理論物理学
- カヴリ理論物理学研究所 Kavli Institute for Theoretical Physics（カリフォルニア大学サンタバーバラ校）
- カヴリ理論科学研究所 Kavli Institute for Theoretical Physics China（中国科学院大学）